# Saison 2 de Jericho
Pour les articles homonymes, voir Jéricho (homonymie).
Chronologie
Saison 1 de Jericho
Cet article présente le guide des épisodes de la série télévisée Jericho diffusée du 12 février 2008 au 25 mars 2008 sur CBS et du 6 septembre 2008 au 27 septembre 2008 sur M6.

## Distribution
- Skeet Ulrich : Jake Green
- Lennie James : Robert Hawkins
- Ashley Scott : Emily Sullivan
- Kenneth Mitchell : Eric Green
- Michael Gaston : Gray Anderson
- Sprague Grayden : Heather Lisinski
- Shoshannah Stern : Bonnie Richmond
- Brad Beyer : Stanley Richmond
- Alicia Coppola : Mimi Clark
- Erik Knudsen : Dale Turner
- Esai Morales : Major Edward Beck
- Emily Rose : Trish Merrick
- Richard Speight Jr. : Bill Kohler

## Épisodes

### Épisode 1:Vengeance
- États-Unis : 12 février 2008
- France : 6 septembre 2008
- Québec : 26 août 2008

- États-Unis : 7,20 millions de téléspectateurs (première diffusion) sur CBS
- France : 1,10 million de téléspectateurs (première diffusion)

Un nouveau gouvernement basé à Cheyenne (Wyoming) nommé les "États-Alliés d'Amérique" entreprend la reconstruction de la région. Le major Beck, commandant militaire de la région, déclare la querelle entre Jericho et New Bern terminée et offre l'amnistie générale à tous les combattants, croyant que les sanctions ne feraient que renforcer la querelle. Malgré cela, des tensions existent toujours entre les deux villes, la rancœur et le désir de vengeance sont tenaces. Pour cela, Beck nomme Heather Lisinski ambassadrice entre les deux villes, celle-ci vivant à Jericho, mais ayant grandi à New-Bern. Une entreprise, Jennings & Rall, s'occupe désormais des affaires publiques à Jericho et dans de nombreuses villes. Irrités par la décision de Beck, Jake, Eric, et d'autres habitants tentent de tuer Constantino. Hawkins est contre ce plan et Beck, soupçonneux, avertit Jake de ne rien tenter. Eric décide de mener la mission sans son frère, mais celui-ci réussit à l'arrêter, offrant une histoire crédible à Beck pour sauver la vie de son frère. Jake accepte alors une offre de Beck pour devenir shérif de Jericho, sa première mission est de sécuriser la venue du président.
Pendant ce temps, Hawkins apprend à Darcy que Valente, un responsable de l'ancien département à la défense des États-Unis, qui travaille avec le nouveau gouvernement de Cheyenne, tente par tous les moyens retrouver Sarah Mason. Valente la pense en vie et en possession de la dernière bombe nucléaire - preuve de son implication dans les attentats -, alors que celle-ci est avec Hawkins, qu'il pense mort.
Robert et Darcy rencontrent un membre de l'ancien équipe de Robert, Chavez, maintenant infiltré dans l'unité du major Beck. Il les informe que l'Iran et la Corée du nord ne sont pas appliqués dans les attentats et ont donc été injustement attaqués. Les États-Unis d'Amérique sont divisés en trois parties : d'une part et d'autre du Mississippi, les "États-Alliés d'Amérique", composés des anciens états de l'ouest et les "États-Unis d'Amérique" formés des états de l'est, et enfin le Texas, devenu un état indépendant. Ce dernier, disposant de grandes réserves de pétrole et d'une armée importante, est à deux doigts de rejoindre le gouvernement de Cheyenne. Hawkins révèle à Chavez qu'il possède la dernière bombe nucléaire.

### Épisode 2:Le Condor
- États-Unis : 19 février 2008
- France : 13 septembre 2008
- Québec : 2 septembre 2008

- États-Unis : 5,94 millions de téléspectateurs (première diffusion)
- France :

Jericho se prépare pour la visite du président des "États-Alliés d'Amérique" (EAA), John Tomarchio. Alors que Stanley et Mimi déjeunent sur le porche, de hélicoptères se posent dans le jardin et un employé du gouvernement leur annonce que leur maison va servir au président pour faire son discours à la nation.
Un poste de commande itinérant est installé dans la mairie, Jake n'apprécie guère les mesures ultra-sécuritaires du gouvernement. Jake fait la connaissance d'un journaliste de Californie qui explique que les EAA contrôlent les journaux et pratiquent la censure et la désinformation.
Emily et Eric sont très affectés que "Jennings & Rall", une entreprise œuvrant pour le nouveau gouvernement, distribue des manuels d'histoire révisionnistes présentant les États-Unis comme une nation déclinante depuis la seconde guerre mondiale et n'ayant pas pu se protéger des attentats. Gray Anderson est invité par le président lui-même à représenter la région à une convention constitutionnelle. Il accepte d'aller à la convention, mais promet à Eric, qu'il nommé suppléant, de poser des questions sur la légitimité du gouvernement.
Pendant ce temps, Hawkins et Chavez mettent leur place à exécution, mais Chavez, sous l'identité du lieutenant Parker, est envoyé avec ses hommes inspectés les routes aux alentours de Jericho et ne pourra sûrement pas effectuer sa partie du plan. Darcy est donc chargée par Robert de subtiliser un talkie-walkie sécurisé du gouvernement. Le vol est découvert et le talkie-walkie vite retrouvé, mais tout cela n'était qu'une ruse d'Hawkins pour accéder plus facilement au PC sécurité et télécharger des fichiers tops secrets, tous les gardes étant à la recherche de l'objet égaré. Chavez intervient pour protéger la fuite d'Hawkins, mais perd sa couverture dans l'opération. Il a tout de même le temps de dire à Jake de trouver Hawkins.
Jake se rend dans le pavillon de chasse où se cache Hawkins pour qu'il lui rende des comptes, ayant été témoin du vol du talkie-walkie. Hawkins trouve un message au fond des poches de Jake, il s'agit du mot de passe permettant de lire les fichiers volés par Hawkins. Robert et Jake découvrent que le gouvernement a falsifié l'analyse du matériel fissile des bombes pour incriminer la Corée du nord.
Jake révèle au journaliste qu'il a des informations sur les auteurs réels des attaques, celui-ci accepte d'écrire un article, mais il est retrouvé mort peu de temps après.
Jake glisse à Chavez la clé de ses menottes et il échappe durant son transport vers une prison de haute sécurité. Malgré le mot de passe, un dossier nommé "Projet Boxcar" refuse de s'ouvrir, mais ni Hawkins, ni Chavez n'en ont entendu parler. Chavez s'en va vers le Texas pour voir s'il peut obtenir du gouvernement du Texas d'écouter Hawkins.
Valente informe Beck qu'un prestataire de service viendra pour superviser l'administration de Jericho. Dans la nuit, Beck découvre que cette organisation est Ravenwood, localement dirigée par John Goetz.

### Épisode 3:À découvert
- États-Unis : 26 février 2008
- France : 13 septembre 2008
- Québec : 9 septembre 2008

- États-Unis : 6,90 millions de téléspectateurs (première diffusion)
- France :

Jake et Eric découvrent que le chef de l'unité locale de Ravenwood est John Goetz, le responsable des attaques meurtrières de Rogue River et New Bern, et de la tentative de spoliation des biens de Jericho.
Dale revient d'une expédition commerciale au Missouri avec l'information qu'une maladie dangereuse connue sous le nom de virus du fleuve Hudson est passé de l'autre côté du fleuve Mississippi, contrairement aux dires du gouvernement.
Goetz ordonne la confiscation et la destruction des lots de vaccins collectés dans les états voisins, prétextant qu'étant issus de la contrebande, ils peuvent être frelatés.
Heather apprend à Jake, Dale, Eric et Emily que selon plusieurs médecins le vaccin serait sans danger, mais que seul J & R le fournit. Ils apprennent par la radio qu'une autre ville en proie au virus a perdu pas moins de 220 personnes en une semaine.
Jake, Dale et Emily récupère le lot de vaccins de J & R. Goetz, mis au courant de l'achat de milliers de seringues par l'hôpital, intimide le Dr Kenchy pour essayer d'obtenir des informations sur le lieu du détournement. Après un rapide affrontement avec Jake, Goetz est informé que le lot de vaccins a été détruit. En réalité, Trish, une employée de J & R, favorable aux intérêts des habitants de Jericho et n'appréciant pas les méthodes de Goetz a falsifié les documents. Le vaccin est secrètement inoculé à une large partie de la ville.
Pendant ce temps, Jimmy de retour de convalescence tombe net sur la photo de recherche de Sarah Mason et révèle ce qu'il sait d'elle et de son lien avec Hawkins à Beck, conversation entendue par Darcy et répétée à Robert.
Hawkins se présente à Beck comme agent du FBI à la recherche de Sarah depuis les attentats. Beck semble croire à cette version, mais exige que Darcy quitte son poste de secrétaire.

### Épisode 4:Sans pitié
- États-Unis : 4 mars 2008
- France : 20 septembre 2008
- Québec : 16 septembre 2008

- États-Unis : 5,88 millions de téléspectateurs (première diffusion)
- France :

### Épisode 5:Infiltré
- États-Unis : 11 mars 2008
- France : 20 septembre 2008
- Québec : 23 septembre 2008

- États-Unis : 5,87 millions de téléspectateurs (première diffusion)
- France :

### Épisode 6:Insurrection
- États-Unis : 18 mars 2008
- France : 27 septembre 2008

- États-Unis : 5,7 millions de téléspectateurs (première diffusion)
- France :

### Épisode 7:Le Prix de la liberté
- États-Unis : 25 mars 2008
- France : 27 septembre 2008

- États-Unis : 5,99 millions de téléspectateurs (première diffusion)
- France :